# Liste der Kreisstraßen in Köln
Die Liste der Kreisstraßen in Köln ist eine Auflistung der Kreisstraßen in der kreisfreien Stadt Köln, Nordrhein-Westfalen.

## Abkürzungen
- K: Kreisstraße
- L: Landesstraße

## Liste
Die Kreisstraßen behalten die ihnen zugewiesene Nummer innerhalb von Nordrhein-Westfalen auch bei einem Wechsel in einen Kreis oder in eine andere kreisfreie Stadt. Nicht vorhandene bzw. nicht nachgewiesene Kreisstraßen werden in Kursivdruck gekennzeichnet, ebenso Straßen und Straßenabschnitte, die unabhängig vom Grund (Herabstufung zu einer Gemeindestraße oder Höherstufung) keine Kreisstraßen mehr sind.
Der Straßenverlauf wird in der Regel von Nord nach Süd und von West nach Ost angegeben.
| Nr.  | Verlauf |
| ---- | --- |
| K 1  | – Bremerhavener Straße – Niehler Ei – Bremerhavener Straße – K 11 – Bremerhavener Straße – Niehler Damm – Boltensternstraße – K 12 – Boltensternstraße – |
| K 2  | L 34 – Berrenrather Straße – Stadtgrenze – (K 2 im Rhein-Erft-Kreis) |
| K 3  | (K 3 im Rhein-Erft-Kreis) – Stadtgrenze – Stadtgrenze an der südlichen Straßenseite – Gleueler Straße – L 34 |
| K 4  | L 34 – Lindweilerweg – Butzweilerstraße – – Autobahn – K 12 – Tunnel – autobahnähnliche Straße parallel zur Herkulesstraße – L 100 |
| K 5  | K 6 – Hauptstraße – Freimersdorfer Weg – |
| K 6  | (K 6 im Rhein-Sieg-Kreis) – Stadtgrenze – Leonhardgasse – Hauptstraße – K 5 – Adrian-Meller-Straße – L 213 – Widdersdorfer Landstraße – Zaunstraße – Brauweilerstraße – Moltkestraße – L 361 – Frechener Weg – Stadtgrenze – (K 6 im Rhein-Erft-Kreis)                                                                                      |
| K 7  | K 8 – Frühlinger Weg – Thujaweg – Blockstraße – Weilerstraße – L 93 – Auweilerstraße – K 10 – Doktorshof – Auweilerweg – Untere Dorfstraße – Mengenicher Straße – Grevenbroicher Straße – Andreas-Muhr-Straße – |
| K 8  | L 43 – Dresenhofweg (nicht befahrbarer Teil) – Dresenhofweg – Deliastraße – Merianstraße – K 7 – Merianstraße – Volkhovener Weg – L 34 |
| K 9  | L 183 – Parallelweg – Berrischstraße – Thenhover-Escher Weg – Auf dem Driesch – L 93 – Orrer Straße – Stadtgrenze – (K 9 im Rhein-Erft-Kreis) |
| K 10 | (K 10 im Rhein-Erft-Kreis) – Stadtgrenze – Pohlhofstraße – K 7 – Doktorshof – Auweilerstraße – Pescher Straße – L 93 – Escher Straße – Longericher Straße – K 21 – Longericher Straße – Pescher Weg – Lindweilerweg – L 34 |
| K 11 | – Alte Römerstraße – L 43 – Alte Römerstraße – Merkenicher Hauptstraße – Ivenshofweg – Emdener Straße – K 1 |
| K 12 | K 1 – Friedrich-Karl-Straße – – Friedrich-Karl-Straße – Merheimer Straße – Mauenheimer Gürtel – Parkgürtel – – K 4 – Parkgürtel – Ehrenfeldgürtel – – Ehrenfeldgürtel – Melatengürtel – – Stadtwaldgürtel – – Lindenthalgürtel – Sülzgürtel – – Klettenberggürtel – Zollstockgürtel – Raderthalgürtel – Raderberggürtel – Bayenthalgürtel – |
| K 14 | L 361 – Kirchweg – Statthalterhofweg – Marsdorfer Straße – |
| K 15 | (K 15 im Rhein-Erft-Kreis) – Stadtgrenze – Straßenname nicht bekannt – – Brühler Landstraße – Schulstraße – K 31 – Zaunhofstraße – Immendorfer Hauptstraße – Godorfer Straße – Immendorfer Straße – Godorfer Hauptstraße – L 186 |
| K 16 | – Nohlenweg – – Vingster Ring – L 284 – Vingster Ring – |
| K 17 | – Herler Ring – Buchheimer Ring – Höhenberger Ring – – Höhenberger Straße – |
| K 18 | (K 18 im Rhein-Erft-Kreis) – Stadtgrenze – Hackenbroicher Weg (nicht befahrbar) – Stadtgrenze – (K 18 im Rhein-Kreis Neuss) – Stadtgrenze – Straberger Weg – L 183 |
| K 20 | L 489 – Heidestraße – Linder Mauspfad – Stadtgrenze – (K 20 im Rhein-Sieg-Kreis) |
| K 21 | L 93 – Donatusstraße – – Donatusstraße – K 10 |
| K 22 | L 82 – Loonweg – Lülsdorfer Straße – Sandbergstraße – Stadtgrenze – (K 22 im Rhein-Sieg-Kreis) – Stadtgrenze – Weilerhöfe – K 24 |
| K 23 | L 82 – Wahner Straße – K 24 |
| K 24 | – Sebastianusstraße – K 23 – Liburer Landstraße – K 22 – Liburer Landstraße – L 269 |
| K 26 | – Konrad-Adenauer-Straße – L 92 – Römerstraße – Schillingsrotter Straße – L 300 |
| K 27 | L 92 – Stadtgrenze in Kreisverkehr – Am Kölnberg – Stadtgrenze – (K 27 im Rhein-Kreis Neuss) – Stadtgrenze – Stadtgrenze an der westlichen Straßenseite – Am Kölnberg – |
| K 28 | L 92 – Ringstraße – Sürther Straße – K 30 |
| K 29 | (K 29 im Rhein-Kreis Neuss) – Stadtgrenze – Toyota-Allee – L 92 |
| K 30 | L 92 – Hauptstraße – Weißer Straße – Hammerschmidtstraße – Am Feldrain – K 28 – Wattigniesstraße – L 150 |
| K 31 | L 92 – Bödingerstraße – K 15 – Klosterstraße – Engelsdorfer Straße – Stadtgrenze – (K 31 im Rhein-Kreis Neuss) |

## Quelle
- Landesvermessungsamt Nordrhein-Westfalen, Kreiskarte Nr. 43: Rhein-Erft-Kreis, Stadt Köln